# ورلتون، کانتی دورام
ورلتون (به انگلیسی: Whorlton) یک روستا و محله مدنی در بریتانیا است که در Teesdale واقع شده‌است. ورلتون ۳۰۲ نفر جمعیت دارد.